# Protivec (nádraží)
Protivec je železniční dopravna D3, která se nachází na katastrálním území Protivec u Žlutic v okrese Karlovy Vary v železničním kilometru 47,206 železniční tratě Rakovník – Bečov nad Teplou a v kilometru 0,000 trati Protivec–Bochov. Od 31. května 1996 byla zrušena pravidelná osobní doprava na trati Protivec – Bochov, nákladní doprava je provozována nadále. Provoz v dopravně je řízen dirigujícím dispečerem v Blatně u Jesenice.

## Historie
Nádraží bylo zprovozněno Císařsko-královskými státními dráhami 27. června 1897, tedy současně se zahájením provozu tratě z Protivce do Bochova. V letech 1897–1918 a 1938–1945 stanice nesla název Protiwitz, v meziválečném období Protivice a od roku 1945 Protivec.
Pro svépomocné družstvo okresů a obcí v období duben až květen 1897 železniční stanici postavila firma G. Ernst z Vídně. Objekty v areálu trojkolejového nádraží byly postaveny podle typizovaných plánů v celkové hodnotě 13 050 zlatých.[zdroj?]

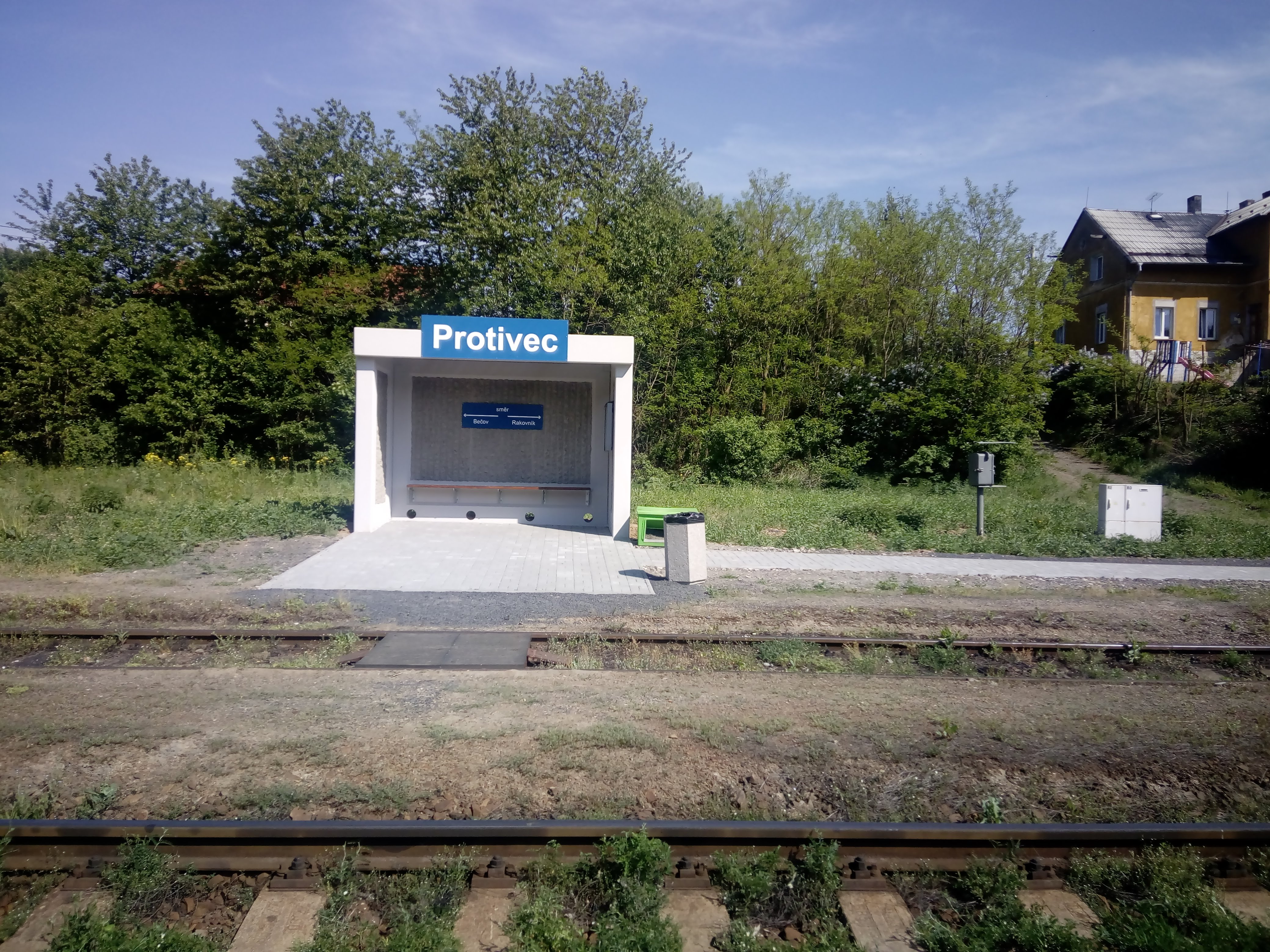
Nový přístřešek

Na areál byl podán návrh na prohlášení za kulturní památku České republiky. Důvodem neprohlášení mimo jiné bylo, že jde o „hojný příklad typizované drážní architektury.“ V roce 2017 byla vodárna a výpravní budova demolovány, původní výpravní budova byla nahrazena malým přístřeškem.[zdroj?]

## Popis
Součásti areálu železniční stanice byla typizovaná výpravní budova lokálkového typu s domovní pumpou, vedlejší budova, odpadní jáma, vodárna, prohlídková jáma v kolejišti, vodní jeřáb, vodárenská studna a ovocná zahrada s dvaceti ovocnými stromy. K vybavení patřilo i mechanické zabezpečovací zařízení patentované firmou Siemens & Halske a vyrobené firmou Breiffeld, Daněk a spol. v Praze-Karlíně. Později byla za nádražím u okresní silnice postavena budova nádražní restaurace.[zdroj?]

### Výpravní budova

#### Exteriér
Výpravní budova postavená podle typizovaného vzoru II/H měla čp. 69. Přízemní omítaná budova byla postavena na půdorysu obdélníku se dvěma rizality po stranách orientovanými do kolejiště s trojúhelníkovými štíty. Sedlová střecha byla krytá bobrovkami. V roce 1904 byla rozšířena o přístavbu, tím došlo ke zvětšení bytu přednosty a dopravní kanceláře. Mezi rizality byla střecha prodloužena a sloužila jako veranda, ze které vedl hlavní vchod do budovy. Ve východním rizalitu byly okna umístěna v rozích, což umožňovalo mít přehled o situaci na nádraží. Okna v čele rizalitu byla trojkřídlá, boční byla dvoukřídlá. K budově patřila domovní pumpa (typ 44/2C).

#### Interiér
Ve středním traktu budovy byla čekárna a kancelář, ve východním rizalitu byla umístěna dopravní kancelář a v západním dva byty. Místnosti měly ploché stropy, které byly provedeny z omítaných prken. V roce 1918 byl ve stanici služební zvonkový telefon a Morseův telegraf.[zdroj?]

### Vodárna
Vodárna, která stála západně od výpravní budovy, byla postavena podle typizovaného vzoru 32/H na půdorysu obdélníku. Patrová stavba měla zděnou přízemní část a v patře dřevěnou konstrukci deštěnou prkny ukončenou sedlovou střechou krytou bobrovkami a se dvěma komíny. Vchod byl prolomen v jižní přízemní stěně. Byl obdélný s půlkruhovým záklenkem zapuštěný v hlubokém ostění. Dřevěné prosklené dvoukřídlé dveře měly prosklený půlkruhový nadsvětík. Vlevo od vstupu byl na stěně umístěn stavoznak vodní hladiny. K východní přízemní stěně byl přistaven přízemní přístavek se sedlovou střechou krytou bobrovkami. Byl určen pro skladování uhlí k dozbrojování lokomotiv. V roce 1907 byl přestavěn na útulek pro lokomotivní a vlakové čety bochovské odbočky.
V patře byla umístěna otevřená válcová nýtovaná ocelová nádrž. Přístup do patra vedl po úzkém dřevěném schodišti.

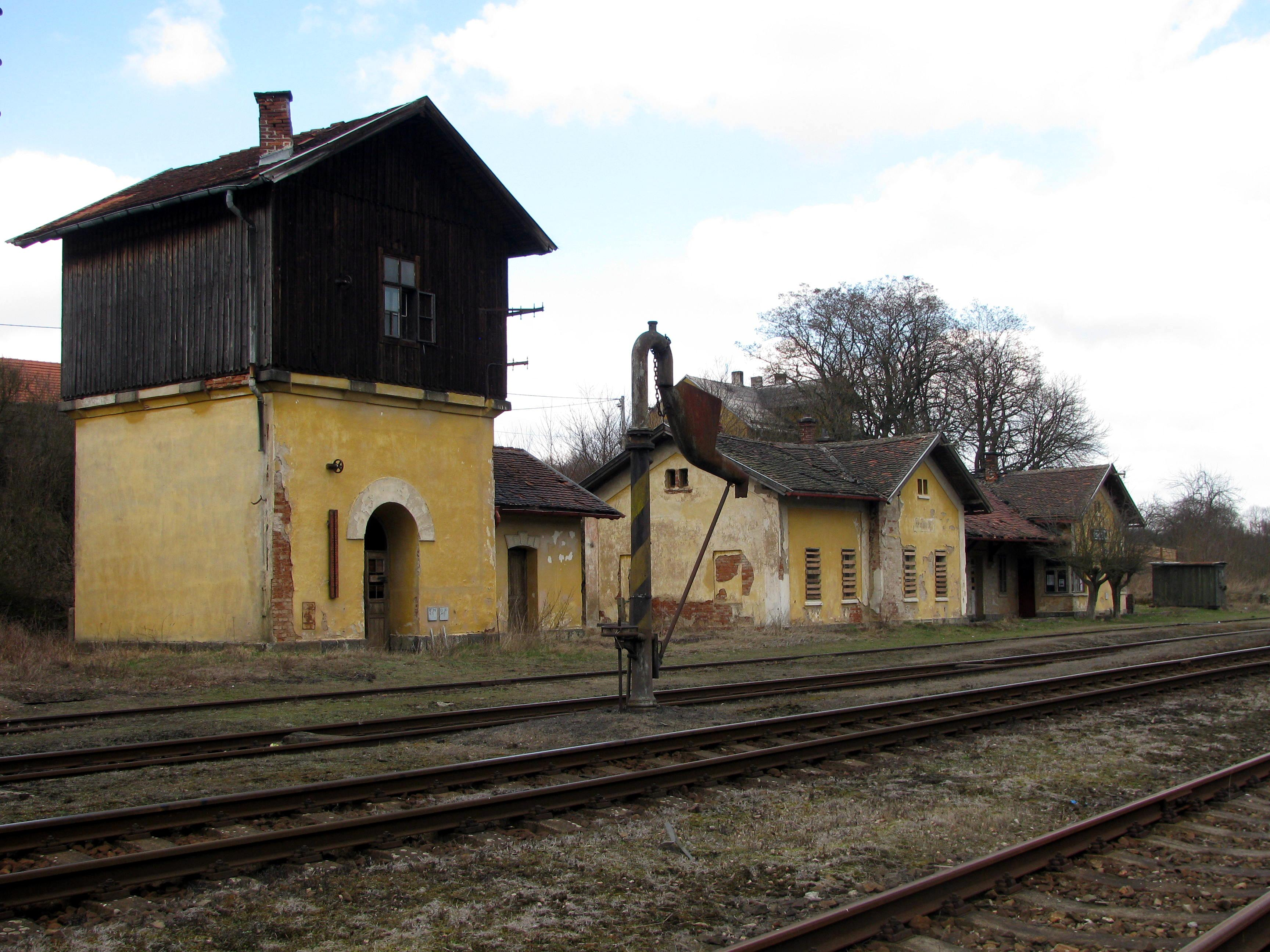
Vodárna s vodním jeřábem a výpravní budovou

### Ostatní objekty
Po pravé straně výpravní budovy byla menší dřevěná stavba (typ 19/H) se suchými záchody pro cestující v kombinaci s chlívkem pro drobné domácí zvířectvo a normovaná jáma na odpadky, na které byla po druhé světové válce postavena nákladní rampa.
Před vodárnou byla popelová a prohlídková jáma a u ní vodní jeřáb (typ VII/H). V sousedství vodojemu byla vodárenská studna krytá dřevěným přístřeškem (typ 38/H).
V roce 1907 byla v blízkosti vodárny postavena dřevěná stavba, která sloužila jako sklad uhlí.

## Kolejiště
V dopravně jsou tři dopravní koleje (stav v roce 2020), od budovy označené čísly 2, 1 a 3, ve směru na Bochov lze odjet pouze z kolejí č. 2 a 1, do ostatních směrů ze všech kolejí. Úrovňová nástupiště jsou zřízena jen u kolejí č. 1 a 3, obě mají délku 45 metrů. Nástupiště mají nástupní hranu ve výšce 250 mm nad temenem kolejnice, přístup je úrovňový přes koleje.
Na žlutickém záhlaví se v km 47,604 nachází přejezd polní cesty. Přejezd má identifikační číslo P1805 a je zabezpečený výstražnými kříži.